# Franz Weiss
Pour les articles homonymes, voir Franz Weiss (homme politique, 1887) et Weiss.
Franz Weiss, né le 18 janvier 1778 à Glatz et mort le 25 janvier 1830 à Vienne, est un violoniste, altiste et compositeur autrichien. Il est notamment connu comme altiste dans le Quatuor Schuppanzigh, qui est associé aux quatuors à cordes de Ludwig van Beethoven.

## Biographie
Franz Weiss naît le 18 janvier 1778 à Glatz; déménageant à Vienne, il devient dans les années 1790 un joueur d'alto dans un quatuor à cordes informel dirigé par Ignaz Schuppanzigh, qui joue chaque semaine pour le prince Lichnowsky,. Il est plus tard membre du quatuor à cordes privé du comte Razumowsky, fondé en 1808 et dirigé par Schuppanzigh. Le quatuor se dissout en 1815 et Schuppanzigh s'éloigne de Vienne.
De 1819 à 1823, Weiss joue de l'alto dans un quatuor à cordes formé par Joseph Böhm. En 1823, Schuppanzigh revient et réforme son quatuor à cordes, Weiss jouant à nouveau de l'alto. Le quatuor donne les premières représentations de plusieurs des derniers quatuors à cordes de Beethoven.
Weiss est également connu à Vienne comme violoniste et organise régulièrement ses propres concerts, principalement de musique de chambre. Il est compositeur, ses œuvres comprenant de la musique de chambre, des sonates pour piano, des ouvertures et des symphonies.
Il meurt le 25 janvier 1830 à Vienne.